# The Voice van Vlaanderen
The Voice van Vlaanderen is een talentenjacht die uitgezonden wordt op VTM. Het programma wordt gepresenteerd door An Lemmens en backstage door Sean Dhondt (seizoen 1, 2, 3, 5, 6 en 7), Sam De Bruyn (seizoen 4), Aaron Blommaert (seizoen 8) en Aster Nzeyimana (seizoen 9). An Lemmens werd voor het 8ste seizoen vervangen tijdens de knock-out ronde en de liveshows door Gloria Monserez (seizoen 8) door haar bevalling. De eerste editie werd uitgezonden tussen 25 november 2011 en 17 maart 2012 en werd gewonnen door Glenn Claes. Het programma won in 2012 de Vlaamse Televisie Ster in de categorie beste entertainmentprogramma.
The Voice van Vlaanderen is de Vlaamse versie van het originele programma The voice of Holland, dat bedacht werd door John de Mol. Inmiddels wordt het programma in meerdere landen uitgezonden. In België bestaat er naast een Vlaamse versie ook een Franstalige versie, The Voice Belgique dat uitgezonden wordt op La Une, het eerste net van de Franstalige omroep RTBF.

## Het programma
The Voice van Vlaanderen is een talentenjacht waarbij vier coaches meerdere kandidaten begeleiden. Tot en met 2017 was het programma onderverdeeld in drie fases. In de eerste fase, de blind auditions, treden artiesten op waarbij de vier coaches met de rug naar de kandidaten gekeerd zitten, waardoor alleen de stem bepaalt of een coach zich al dan niet omdraait en zo kiest voor een kandidaat. Wanneer één coach zich omdraait, zal deze de kandidaat verder begeleiden tijdens het verloop van het programma. Wanneer meerdere coaches zich omgedraaid hebben, kiest de kandidaat zelf zijn coach. Tot en met 2017 werden na de blind auditions de battles afgewerkt, waarbij twee kandidaten uit eenzelfde team een duet zingen en de beste kandidaat doorgaat naar de volgende ronde. Sinds 2013 kunnen in deze ronde de afvallers gestolen worden en op die manier toch doorgaan naar de volgende ronde, echter wel met een andere coach. Van 2013 tot en met 2016 waren deze zogenaamde steals meteen definitief, maar sinds 2017 kunnen de coaches hun steals heroverwegen. Tot en met 2017 was de derde fase de liveshows. Hierin  moeten de kandidaten een lied naar keuze zingen en kiezen de coaches en de kijkers thuis wie er doorgaat. Uiteindelijk strijden de vier laatste kandidaten tegen elkaar in de finale.
Sinds 2019 kent het programma vier rondes: tussen de blind auditions en de battles zijn er de knockouts, waarbij telkens drie kandidaten elk afzonderlijk een lied zingen en een van deze kandidaten doorgaat naar de volgende ronde.
In 2021 werd de Comeback Stage geïntroduceerd. Een vijfde coach (Laura Tesoro) geeft afgevallen kandidaten een tweede kans. Door middel van een online competitie strijden deze kandidaten om een plek in de liveshows.

### Rondes
- Blind Auditions (S1-heden)
- The Knockouts (S6-S8)
- Battles (S1-heden)
- Cross Battles (S9-heden)
- Live Shows (S1-heden)
- Comeback Stage (S7-heden)

## Overzicht
| Seizoen | Startdatum        | Einddatum        | Winnaar             | Presentatie | Presentatie     | Winnende coach     | Coaches (in volgorde) | Coaches (in volgorde) | Coaches (in volgorde) | Coaches (in volgorde) | Coaches (in volgorde) |
| Seizoen | Startdatum        | Einddatum        | Winnaar             |             | Backstage       | Winnende coach     | 1                     | 2                     | 3                     | 4                     | C.S.                  |
| ------- | ----------------- | ---------------- | ------------------- | ----------- | --------------- | ------------------ | --------------------- | --------------------- | --------------------- | --------------------- | --------------------- |
| 1       | 25 november 2011  | 17 maart 2012    | Glenn Claes         | An Lemmens  | Sean Dhondt     | Jasper Steverlinck | Jasper                | Natalia               | Koen                  | Alex                  |                       |
| 2       | 18 januari 2013   | 3 mei 2013       | Paulien Mathues     | An Lemmens  | Sean Dhondt     | Jasper Steverlinck | Alex                  | Natalia               | Jasper                | Koen                  |                       |
| 3       | 7 februari 2014   | 23 mei 2014      | Tom De Man          | An Lemmens  | Sean Dhondt     | Bent Van Looy      | Regi                  | Koen                  | Axelle                | Bent                  |                       |
| 4       | 19 februari 2016  | 3 juni 2016      | Lola Obasuyi        | An Lemmens  | Sam De Bruyn    | Koen Wauters       | Bent                  | Natalia               | Bart                  | Koen                  |                       |
| 5       | 8 september 2017  | 22 december 2017 | Luka Cruysberghs    | An Lemmens  | Sean Dhondt     | Alex Callier       | Koen                  | Alex                  | Natalia               | Bart                  |                       |
| 6       | 8 februari 2019   | 24 mei 2019      | Ibe Wuyts           | An Lemmens  | Sean Dhondt     | Koen Wauters       | Natalia               | Bart                  | Koen                  | Alex                  |                       |
| 7       | 5 februari 2021   | 28 mei 2021      | Grace Khuabi        | An Lemmens  | Sean Dhondt     | Natalia Druyts     | Niels                 | Natalia               | Tourist LeMc          | Koen                  | Laura                 |
| 8       | 30 september 2022 | 23 december 2022 | Louise Goedefroy    | An Lemmens  | Aaron Blommaert | Natalia Druyts     | Koen                  | Jan                   | Natalia               | Mathieu               | Laura                 |
| 9       | 26 januari 2024   | 26 april 2024    | Christophe Verholle | An Lemmens  | Aster Nzeyimana | Laura Tesoro       | Jan                   | Natalia               | Mathieu               | Koen                  | Laura                 |

### Coaches
| Coaches            | S1 | S2 | S3 | S4 | S5 | S6 | S7 | S8 | S9 |
| ------------------ | -- | -- | -- | -- | -- | -- | -- | -- | -- |
| Jasper Steverlinck |    |    |    |    |    |    |    |    |    |
| Alex Callier       |    |    |    |    |    |    |    |    |    |
| Natalia Druyts     |    |    |    |    |    |    |    |    |    |
| Koen Wauters       |    |    |    |    |    |    |    |    |    |
| Regi Penxten       |    |    |    |    |    |    |    |    |    |
| Axelle Red         |    |    |    |    |    |    |    |    |    |
| Bent Van Looy      |    |    |    |    |    |    |    |    |    |
| Bart Peeters       |    |    |    |    |    |    |    |    |    |
| Tourist LeMC       |    |    |    |    |    |    |    |    |    |
| Niels Destadsbader |    |    |    |    |    |    |    |    |    |
| Laura Tesoro *     |    |    |    |    |    |    |    |    |    |
| Mathieu Terryn     |    |    |    |    |    |    |    |    |    |
| Jan Paternoster    |    |    |    |    |    |    |    |    |    |

*Laura Tesoro is the Comeback Stage Coach vanaf het 7de seizoen.
 kandidaat
| Presentators    | S1 | S2 | S3 | S4 | S5 | S6 | S7 | S8 | S9 |
| --------------- | -- | -- | -- | -- | -- | -- | -- | -- | -- |
| Sean Dhondt     |    |    |    |    |    |    |    |    |    |
| An Lemmens      |    |    |    |    |    |    |    |    |    |
| Sam De Bruyn    |    |    |    |    |    |    |    |    |    |
| Gloria Monserez |    |    |    |    |    |    |    |    |    |
| Aaron Blommaert |    |    |    |    |    |    |    |    |    |
| Aster Nzeyimana |    |    |    |    |    |    |    |    |    |

### Samenvatting
| Seizoen   | Winnaar             | Runner-up         | 3de plaats                   | 4de plaats                   | 5de plaats | Winnende coach     |
| --------- | ------------------- | ----------------- | ---------------------------- | ---------------------------- | ---------- | ------------------ |
| Seizoen 1 | Glenn Claes         | Silke Mastbooms   | Bert Voordeckers             | Iris Van Straten             | N.v.t.     | Jasper Steverlinck |
| Seizoen 2 | Paulien Mathues     | Robby Longo       | Theo Dewitte                 | Olivier De Laet              | N.v.t.     | Jasper Steverlinck |
| Seizoen 3 | Tom De Man          | Laura Tesoro      | Koen & Jo Smets              | Dunja Mees                   | N.v.t.     | Bent Van Looy      |
| Seizoen 4 | Lola Obasuyi        | Jan Van De Ven    | Gilles Muylle                | Jimmy Colman                 | N.v.t.     | Koen Wauters       |
| Seizoen 5 | Luka Cruysberghs    | Dries De Vleminck | Bonni Van Ounsen             | Bert Lievens                 | N.v.t.     | Alex Callier       |
| Seizoen 6 | Ibe Wuyts           | Wannes Lacroix    | Bram De Mets                 | Fee Loobuyck                 | N.v.t.     | Koen Wauters       |
| Seizoen 7 | Grace Khuabi        | Simon van Cant    | Robin Crauwels               | Joke Verhulst                | Nanou Nys  | Natalia Druyts     |
| Seizoen 8 | Louise Goedefroy    | Johan Callaars    | Evert Dirckx                 | N.v.t.                       | N.v.t.     | Natalia Druyts     |
| Seizoen 9 | Christophe Verholle | Kobe Simoens      | Laurens Maes of Lucas Geldof | Laurens Maes of Lucas Geldof | N.v.t.     | Laura Tesoro       |

### Prestaties per coach
Hieronder staat een overzicht met de resultaten die de coaches hebben behaald. De positie in de lijst zegt niks over de plekken van hun kandidaten.Natalia, Koen en Jasper zijn de enige coaches die twee keer wonnen met hun team.
Tabel enkel berekend op winnende teams 
| Plaats | Coach              | 1e |
| ------ | ------------------ | -- |
| 1      | Natalia Druyts     | 2  |
| 2      | Koen Wauters       | 2  |
| 3      | Jasper Steverlinck | 2  |
| 4      | Bent Van Looy      | 1  |
| 5      | Alex Callier       | 1  |
| 6      | Laura Tesoro       | 1  |
| 7      | Bart Peeters       | -  |
| 8      | Axelle Red         | -  |
| 9      | Regi Penxten       | -  |
| 10     | Niels Destadsbader | -  |
| 11     | Tourist LeMC       | -  |
| 12     | Mathieu Terryn     | -  |
| 13     | Jan Paternoster    | -  |

## Seizoenen

### Eerste seizoen
Het eerste seizoen van het programma liep van 25 november 2011 tot 17 maart 2012.
De vier coaches waren Alex Callier, Jasper Steverlinck, Koen Wauters en Natalia Druyts. De finale werd gewonnen door Glenn Claes.

### Tweede seizoen
Het tweede seizoen van het programma werd vanaf 18 januari 2013 tot 3 mei 2013 uitgezonden.
De vier coaches waren tijdens het tweede seizoen opnieuw Alex Callier, Jasper Steverlinck, Koen Wauters en Natalia Druyts. Half oktober werd de online auditietool afgesloten. Op 22 oktober 2012 startten de opnames van de blind auditions. De finale werd gewonnen door Paulien Mathues.

### Derde seizoen
Het derde seizoen van het programma werd vanaf 7 februari 2014 tot 23 mei 2014 uitgezonden.
Alex Callier, Natalia en Jasper Steverlinck keerden niet terug als coach in het derde seizoen. Koen Wauters was de enige coach die overbleef van de vorige edities. De nieuwe coaches waren Bent Van Looy, Regi Penxten en Axelle Red. Deze editie werd gewonnen door Tom De Man uit team Bent.

### Vierde seizoen
Het vierde seizoen van het programma liep van 19 februari 2016 tot 3 juni 2016.
In dit seizoen waren Regi Penxten en Axelle Red geen coaches meer. Koen Wauters en Bent Van Looy bleven wel als coaches. Natalia was na een seizoen van afwezigheid weer terug in de show. De vierde coach was Bart Peeters, die dit seizoen voor het eerst coach was. De eerste aflevering werd uitgezonden op vrijdag 19 februari 2016. Sam De Bruyn volgde Sean Dhondt op als backstagepresentator tijdens de liveshows. Deze editie werd gewonnen door Lola uit team Koen.
| Team Koen       | Team Bart       | Team Natalia | Team Bent     |
| Lola Obasuyi    | Jan Van de Ven  | Jimmy Colman | Gilles Muylle |
| Leen Verstraete | Robin Desmet    | Camille Oghe | Sophie Speck  |
| Sandra Bakuku   | Lisa Van Rossem | David        | Janna         |

### Vijfde seizoen
Op 8 september 2017 begon het vijfde seizoen. Bent Van Looy vertrok na twee seizoenen als coach. Zijn opvolger was Alex Callier, die na twee seizoenen afwezigheid terugkeerde in de show. Hij nam plaats naast Koen Wauters, Bart Peeters en Natalia. Sean Dhondt keerde terug als backstagepresentator tijdens de liveshows. De finale werd uitgezonden op 22 december 2017.
De winnares kwam uit team Alex: Luka Cruysberghs. Dries De Vleminck werd tweede, Bert Lievens en Bonni Van Ounsen waren de overige finalisten.
Elke coach nam dit seizoen acht kandidaten mee naar de liveshows.
| Team Koen             | Team Alex                | Team Natalia         | Team Bart         |
| Bonni Van Ounsen      | Luka Cruysberghs         | Bert Lievens         | Dries De Vleminck |
| Amber Dhert           | Dieter Guldemont         | Sima Heyrati         | Yoeri Mellaerts   |
| Mike Wolfs            | Louis De Roo             | Nelson Pereira       | Sebastiaan Carron |
| Lisa Okoh             | Chérine Mroue            | Sitse Brems          | Jan Hulsmans      |
| Melanie Mertens-Polak | Joséphine Rioda          | Jolyne Vanquaethoven | Nabil Khemir      |
| Tom Verhaeghe         | Xavier Basco-George      | Tomisin Temidara     | Robin Dhoore      |
| Jérémie Vrielynck     | Jessica Fernandes-Amorim | Adele Monheim        | Ellen Van Gool    |
| Magalie Van Rompay    | Joyce Vanderhoydonck     | Idriss Ly            | Guillaume Vangu   |

### Zesde seizoen
De coaches van het zesde seizoen zijn opnieuw Koen Wauters, Alex Callier, Natalia en Bart Peeters. An Lemmens presenteerde het programma opnieuw, dit keer samen met Sean Dhondt. Dhondt was eerder backstagepresentator. Het decor werd volledig vernieuwd en leek op dat van The voice of Holland en The Voice UK. Verder kwam er dit seizoen een ronde bij: de knockouts (net zoals bij The Voice Senior). Deze werden uitgezonden na de blind auditions en voor de battles. Tot slot mochten kandidaten van eerdere seizoenen die de liveshows niet haalden nogmaals meedoen.
Winnaar van seizoen 6 was Ibe Wuyts van team Koen. Wannes Lacroix werd tweede, Bram De Mets derde en Fee Loobuyck vierde.
Elke coach mocht drie kandidaten meenemen naar de liveshows.
| Team Natalia            | Team Bart      | Team Koen              | Team Alex             |
| Fee Loobuyck            | Bram De Mets   | Ibe Wuyts              | Margarita Spirina     |
| Jazz-Lynn Vanhemelrijck | Petra Hessing  | Wannes Lacroix         | Christophe Leenknecht |
| Miroslav Gabor          | Karim Lequenne | Rune Van Den Notenlaer | Charlotte Nuytkens    |

Karim Lequenne deed ook mee in het eerste seizoen, zijn coach was toen Natalia. Hij werd destijds uitgeschakeld tijdens de Battle-ronde.

### Zevende seizoen
Vanwege zijn deelname aan het Eurovisiesongfestival met Hooverphonic in 2020 zal coach Alex Callier vervangen worden door rapper Tourist LeMC. Koen Wauters en Natalia keren wel terug, of Bart Peeters terug zou keren was destijds nog niet zeker, dit vanwege een geplande concertreeks. Op 4 november 2019 werd bekend dat Bart Peeters vervangen zal worden door Niels Destadsbader. Seizoen 7 werd vanaf 5 februari 2021 wekelijks uitgezonden. De finale vond plaats op 28 mei 2021 en werd gewonnen door Grace Khuabi. Simon Van Cant en Robin Crauwels werden gedeeld tweede en derde. Joke Verhulst en Nanou Nys eindigden op een gedeelde vierde en vijfde plaats.
Op 1 februari werd bekendgemaakt dat Laura Tesoro de 5de coach zal zijn (een primeur).  Ze pikt doorheen de verschillende fases afvallers op en doorloopt met hen een gelijkwaardig parcours als de andere kandidaten in 'The Voice Comeback Stage' op VTM GO. Laura vervoegt de andere coaches vanaf de liveshows met haar klaargestoomde talenten.
Elke coach mocht drie kandidaten meenemen naar de liveshows.
| Team Natalia    | Team Koen       | Team Niels          | Team Tourist            | Team Laura      |
| Grace Khuabi    | Joke Verhulst   | Nanou Nys           | Ilias Addi              | Edison Sahiti   |
| Simon Van Cant  | Robin Crauwels  | Tobe Vandekerckhove | Nisrine Simon           | Mats Tuerlinckx |
| Annelies Fraeye | Jill Van Vooren | Sinay Bavurhe       | Thomas Vankriekelsvenne | Yvette Boatemaa |

Nisrine Simon deed ook mee in seizoen 6, Alex Callier was toen haar coach. Ze moest het programma tijdens de Battles verlaten.

### Achtste seizoen
In het voorjaar van 2022 werd bekendgemaakt dat Niels Destadsbader en Tourist LeMC niet zullen terugkeren. Zij worden vervangen door Jan Paternoster en Mathieu Terryn. Natalia Druyts en Koen Wauters blijven als coach. Laura Tesoro is opnieuw coach bij de Comeback Stage.
Het programma werd uitgezonden van 30 september 2022 tot en met 23 december 2022. De winnares was Louise Goedefroy uit team Natalia. Zij deed in seizoen 7 ook al mee, maar brak vlak voor de opnames van de Knock-outs haar kaken, waardoor ze niet meer kon meedoen. Daarop besloot ze zich opnieuw op te geven voor seizoen 8.
Johan Callaars werd tweede en Evert Dirckx derde. Wesley Ngoto en Yente De Saedeleer waren de overige twee finalisten.
Elke coach neemt drie kandidaten mee naar de liveshows.
| Team Koen         | Team Jan        | Team Natalia      | Team Mathieu       | Team Laura        |
| Johan Callaars    | Wesley Ngoto    | Louise Goedefroy  | Evert Dirckx       | Néhémie Katshiame |
| Rosann Kerckhaert | Marilou Caudron | Ruben Katshiame   | Yente De Saedeleer | Tessa Cornelis    |
| Louise Desmet     | Ilaria Coppens  | Julót Van de Poel | Kaat Neefs         | Ashley Feytons    |

### Negende seizoen
Begin juni werd bekend gemaakt met een video van de nieuwe presentator Aster Nzeyimana dat alle 4 coaches zullen terugkeren voor het negende seizoen. Op 26 januari 2024 startte het nieuwe seizoen met de 'Superblock" en coaches mogen vanaf nu onbeperkt omdraaien. 
Uiteindelijk won Christophe van team Laura 
Elke coach neemt een aantal kandidaten mee dat afhangt naar hoeveel cross battles ze gewonnen hebben. dit zijn de overige deelnemers die de finale hebben berijkt:
| Team Koen | Team Jan | Team Natalia | Team Mathieu | Team Laura |
| Kobe      | Xerxes   | Sandy        | Laurens      | Christophe |
| Peter     |          |              |              | Lucas      |